# (73363) 2002 KG6
(73363) 2002 KG6 – planetoida z pasa głównego asteroid okrążająca Słońce w ciągu 5,6 lat w średniej odległości 3,15 j.a. Odkryta 27 maja 2002 roku.